# Хатами, Мохаммад
Сеи́ед Мухамма́д Хатами́ (перс. سید محمد خاتمی‎; род. 29 сентября 1943, Ардакан, Иран) — иранский государственный, политический и религиозный деятель (имеет титул худджат-уль-ислама). Пятый президент Исламской Республики Иран с 3 августа 1997 года по 3 августа 2005 года. В 1982—1992 годах был министром культуры Ирана, а в 1980—1982 годах членом иранского парламента.

## Биография

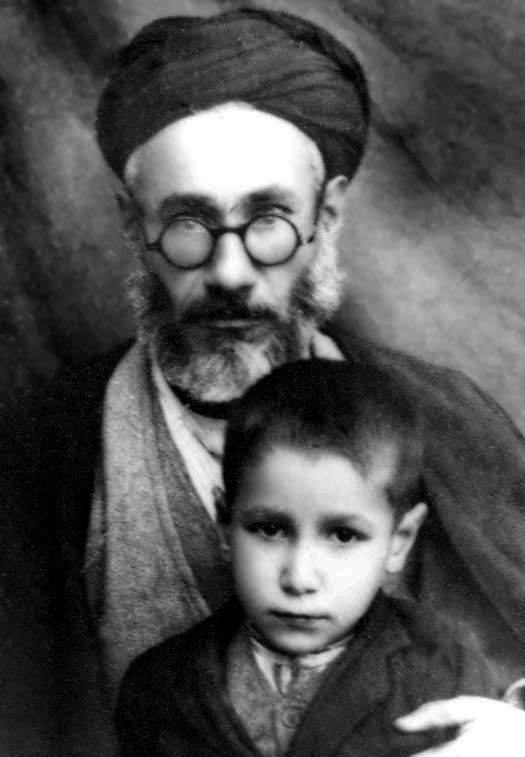
Со своим отцом Рухоллой Хатами в 1948 году

Мухаммад Хатами родился 14 октября 1942 года в городке Эрдекан (Ардакан) провинции Йезд (Язд). Хатами родом из многочисленной в Иране и вообще на Ближнем Востоке семьи сеидов, которые считаются прямыми потомками пророка Мухаммеда через его дочь Фатиму и внука Хусейна, из-за чего Мухаммед Хатами носит титул «Сеид». Его семья была известна в своём городке как весьма религиозная и влиятельная семья потомственных персидских священнослужителей. Отец Мухаммада Хатами — Рухолла Хатами (1906—1988) носил титул аятоллы, являясь видным хатибом, муфассиром и воспитавшим множество учеников в Йезде. Аятолла Рухолла Хатами принимал активное участие в Исламской революции.
В 19 лет уехал в Кум, где изучал теологию. В 1965 году поступил в Исфаханский университет, в 1969 году получил степень бакалавра философии. В том же году был призван на службу в вооружённые силы Ирана. В 1970 году продолжил обучение в Тегеранском университете, после чего возвращается в Кум.
В 1970-х годах начинает сотрудничество с силами, находящимися в оппозиции к шаху Мохаммед Реза Пехлеви. После победы Исламской революции избран депутатом от Ардакана. В 1974 году в 32-летнем возрасте (что довольно поздно по мусульманским традициям) Мухаммад Хатами женился на дочери знатного факиха, имеющего частичное арабское происхождение — Мусы Ас-Садра Садеги — Зухре Садеги. У пары родились две дочери и один сын: Лейла (1976), Наргес (1981) и Эмад (1988).
С 1978 по 1980 год Мухаммад Хатами проживал в Западной Германии (ФРГ), возглавляя Исламский центр в Гамбурге. Почти сразу после успеха Исламской революции вернулся в Иран, где включился в революционные преобразования в стране.
Мохаммад Хатами получил степень бакалавра западной философии в Университете Исфахана, но покинул академию, получив степень магистра в области образовательных наук в Тегеранском университете, и отправился в Кум, чтобы завершить свое предыдущее обучение в области исламских наук. Он учился там в течение семи лет и закончил курсы на самом высоком уровне, Иджтихад.
До того, как занять пост президента, Хатами был представителем в парламенте с 1980 по 1982 год, руководителем Института Кайхана, министром культуры и исламского руководства (1982—1986 годы), а затем на второй срок с 1989 по 24 мая 1992 года (когда он ушёл в отставку), главой Национальной библиотеки Ирана с 1992 по 1997 год и членом Верховного совета культурной революции. Он является членом и председателем Центрального совета Ассоциации боевых священнослужителей.
С 1982 по 1992 год был министром культуры Ирана. В 1992 году назначен советником президента и главой Национальной библиотеки. Преподавал в высших учебных заведениях Ирана.
23 мая 1997 года избран президентом Ирана, получив 69,5 % голосов избирателей (победил Акбара Натек-Нури). Провозгласил о начале проведения политики терпимого отношения к культуре и установления более тесных связей со странами Запада. В 2001 году был переизбран на второй срок (победил Ахмада Тавакколи).
Помимо родного персидского, Хатами владеет арабским, английским и немецким языками. На встрече с президентом Таджикистана Эмомали Рахмоновым в начале 2000-х годов заявлял, что ему очень понравилось «таджикское произношение персидского, на котором говорят здесь».

## Выступления
Выступая в Гарвардском университете 11 сентября 2006 года, Хатами сказал, что в исламе гомосексуализм является преступлением, а преступления должны наказываться. При этом он отметил, что применение смертной казни для гомосексуалов может быть предметом дискуссий. Отвечая на вопрос об оценке событий 11 сентября 2001 года, Хатами сказал, что «те, кто ввергают в ад других, никогда не достигнут рая».

## Награды
- Орден Исламской революции (1997, Иран)
- В 2002 году была присуждена Международная премия «Диалог цивилизаций».
- Почётный профессор МГУ (2001)[5].
- Почётный доктор МГИМО.